# Ping
ping是一种计算机网络工具，用來測試数据包能否透過IP协议到達特定主機。ping的運作原理是向目標主機傳出一個ICMP的请求回显数据包，并等待接收回显回應封包。程式會按時間和成功响应的次數估算丢失封包率（丢包率）和封包往返時間（网络时延）。
在1983年12月，迈克·穆斯编写了首个這样的程式，用于在IP網路出现問題時方便探查其根源。因為這個程式的運作原理与潛水艇的主动声纳相似，他便用聲納的聲音來為程式取名。戴维·米尔斯曾提出另一個取名：Packet Internet Grouper/Gopher（後者指地鼠）。
网络管理员之间也常将ping用作动词，如“ping一下计算机XXX，看它是否开着。”

## 外部連結
- PING的歷史，Mike Muuss （英文）
- （英文） Ping Test Online
- Ping Wiki：提供了過百個網上ping工具
- Ping在线工具[永久]